# ژیرا
ژیرا (به مجاری:  Zsira) یک شهرداری در مجارستان است که در دیور-موشون-شوپرون  واقع شده‌است.

## خصوصیات
ژیرا ۱۴٫۶۸ کیلومترمربع مساحت و ۷۶۱ نفر جمعیت دارد.